# 北比都佐村
北比都佐村（きたひずさむら）は、かつて滋賀県蒲生郡にあった村である。1955年（昭和30年）3月16日に日野町に合併され廃止された。
本項では、近・現代の同村を中心として、同地域が近江国必佐郷（ひっさごう）、必佐庄あるいは比佐庄（ひっさのしょう）と呼ばれた時代についても触れる。

## 地理

### 河川・池沼
- 日野川
  - 出雲川 - 日野川支流
- 大宝池 （大字山本）
- 幸ノ池 （大字山本）

### 隣接する自治体
- 蒲生郡 : 朝日野村（現在の東近江市）、西桜谷村・日野町・南比都佐村（いずれも現在の日野町）
- 甲賀郡 : 水口町・伴谷村（いずれも現在の甲賀市水口町）

## 歴史

### 近代以前
- 縄文時代には、少なくとも内池地区で居住が始まっている（内池遺跡、大字内池）[2]。
- 弥生時代には、内池地区では方形周溝墓がつくられたほか、少なくとも石原・宮ノ前地区ほか居住が行われた（宮ノ前遺跡、大字石原）[2]。
- 古墳時代には、小御門地区、小谷地区で古墳（円墳）がつくられた[2]。
- 670年（天智天皇9年） - 旧暦2月、天皇が「蒲生郡の匱迮野」（ひつさの）に行幸して宮地を観た（『日本書紀』）[3][4]。
- 927年（延長5年） - 『延喜式神名帳』に郷域内の比都佐神社が「蒲生郡十一座」として掲載される[3][4]。
- 930年代（承平年間） - 『和名類聚抄』に近江国蒲生郡必佐郷（ひっさごう）の名が掲載されるのが郷名の初出である[3][4]。
- 961年（応和元年） - 「妙香院荘園目録」に「近江国比佐庄」（ひっさのしょう）が「蒲生上郡」に在りと記載されている[4]。
- 1236年（嘉禎2年） - 必佐郷増田村の天台宗明性寺（現在の真宗大谷派閑松山明性寺）が浄土真宗に改宗する[5]。
- 1283年（弘安6年） - 藤原泰俊により「必佐郷内散在坪々」と記述される[4]。
- 14世紀初頭 - 五辻宮守良親王が「檜皮屋御所」をつくり潜居、小御門村の名のもとになる[6]。
- 1468年（應仁2年） - 必佐郷内池村に花木寺（現在の真宗大谷派花木山照光寺）が開基する[7][8]。
- 1528年（享禄元年） - 必佐郷小谷村に（現在の浄土真宗本願寺派西法寺）が開基する[5]。
- 1530年（享禄3年） - 蒲生高郷が死去、必佐郷内池村に自らが開基した浄土宗摂取院に葬られる[7]。
- 1531年（天文3年） - 必佐郷野辺村（のちの三十坪村）の一部であった双六村から塗師（漆芸家）たちが転出、大窪村双六町（現在の日野町大字大窪字双六町、北比都佐村域外）が成立する[7]。
- 1670年（寛文10年） - 必佐郷小谷村に圓林寺（現在の天台宗西向山圓林寺）が開基する[5][9]。
- 1683年（天和3年） - 必佐郷石原村に天台宗潮音寺（現在の黄檗宗福寿山潮音寺）が開基する[5]。

### 近代・沿革
- 1874年（明治7年） - 野口村が里口村と改称[7]。
- 1879年（明治12年） - 口中山村が豊田村と改称[5]。
- 1884年（明治17年） - 猫田村・十禅師村の大火で48戸が全焼する。
- 1889年（明治22年）4月1日 - 町村制施行により、蒲生郡に北比都佐村が誕生。三十坪村、内池村、里口村、猫田村、山本村、小御門村、十禅師村、小谷村、増田村、石原村、豊田村、中山村はそれぞれ大字となった。
- 1896年（明治29年） - 日野川沿いの地域、大字十禅師・大字中山・大字増田の堤防が台風により決壊、水害の被害家屋65戸に及ぶ。
- 1900年（明治33年）10月1日 - 近江鉄道本線開通、村域に日野駅開業する。同駅と水口駅の間に「清水山トンネル」（南比都佐村大字別所）が開通。
- 1911年（明治44年）8月9日 - 天台宗金光山金剛定寺の「木造聖観音立像」「木造不動明王及ニ童子立像」（平安時代）、ならびに 浄土宗光明院の「木造阿弥陀如来坐像」（室町時代）が、重要文化財に指定される[2]。
- 1944年（昭和19年） - 大阪市錦郷国民学校（女子校、戦後合併して現在の大阪市立南大江小学校）からの集団疎開の児童を受け入れる。
- 1952年（昭和22年） - 新築の北比都佐村役場および診療所が落成する。
- 1955年（昭和30年）3月16日 - 日野町・南比都佐村・鎌掛村・西大路村・東桜谷村・西桜谷村と合併し、改めて日野町が発足。同日北比都佐村廃止。村役場は同年、日野町役場必佐支所、翌年必佐連絡所となる。

## 行政

### 歴代村長
| - 初 代 鈴木忠右衛門 （1889年 - 1893年） - 第02代 岡崎僖兵衛 （1893年 - 1895年） - 第03代 高岡啓三 （1895年 - 1899年） - 第04代 田中藤左衛門 （1899年 - 1900年） - 第05代 大澤兵四郎 （1900年 - 1901年） - 第06代 図司儀兵衛 （1901年 - 1902年） - 第07代 岡崎伝左衛門 （1902年 - 1903年） - 第08代 高岡啓三 （1903年 - 1904年） - 第09代 大澤兵四郎 （1904年 - 1908年） - 第10代 階堂嘉右衛門 （1908年 - 1911年） - 第11代 岡本安次郎 - 第12代 鈴木仙右衛門 - 第13代 藤崎精三郎 - 第14代 橋本市平 | - 第15代 鈴木重平 - 第16代 鈴木忠右衛門 - 第17代 藤崎総兵衛 - 第18代 橋本市平 - 第19代 岡崎芳太郎 - 第20代 鈴木孝治郎 - 第21代 小谷栄吉 - 第22代 鈴木仙右衛門 - 第23代 小谷栄吉 - 第24代 河村五十鈴 - 第25代 岡崎傳左衛門 （ - 1947年） - 第26代 鈴木忠右衛門 （1947年 - 1950年） - 第27代 田中藤左衛門 （1950年 - 1954年） - 第28代 岡崎傳左衛門 （1954年 - 1955年 最終） |

## 地域
大字の一覧である。
- 三十坪（みそつ） - 村役場（現在の日野町立必佐公民館）所在地
- 内池（うちいけ）
- 里口（さとぐち）
- 猫田（ねこだ）
- 山本（やまもと） - 「伽いらず正産湯」発祥の地
  - 山本新田（やまもとしんでん） - 小字
  - 月ケ岡（つきがおか） - 小字
- 小御門（こみかど）
  - 三ノ坪（さんのつぼ） - 小字
  - 城屋敷（しろやしき） - 小字
  - 城ノ前（しろのまえ） - 小字
- 十禅師（じゅうぜんじ）
- 小谷（こだに）
- 増田（ましだ）
- 石原（いしはら）
  - 九之坪（くのつぼ） - 小字
- 豊田（とよた）
- 中山（なかやま）
  - 東谷（ひがしや） - 小字
  - 西谷（にしや） - 小字
  - 徳谷（とくだに） - 小字
  - 作谷（つくりや）- 小字

## 経済
- 内池郵便局 （大字内池、1916年開局）
- 日本通運 （大字内池）
- 滋賀県立種畜場（大字山本、現在の滋賀県畜産技術振興センター）

## 教育

### 幼稚園
- 必佐幼稚園（現在の日野町立必佐幼稚園）

### 小学校
- 内池尋常小学校・小谷尋常小学校 → 必佐尋常高等小学校 → 北比都佐国民学校 → 北比都佐小学校 （現在の日野町立必佐小学校）

### 中学校
- 南北比都佐両村組合立中学校（1948年） → 比都佐中学校（1953年、のちの日野町立日野西中学校、合併して現在の日野町立日野中学校）

## 交通

### 鉄道
- 近江鉄道
  - 本線：（至朝日野駅）← 日野駅 （大字内池）→（至水口駅） - 開通当初には朝日野駅はなく、次駅は桜川駅であった。

### 道路
- 御代参街道
  - 石原宿 （大字石原）

## 名所・旧跡

### 神社
- 比都佐神社 （大字十禅師）
- 鈴休神社 （大字内池）
- 八千鉾神社 （大字三十坪）
- 大寳神社 （大字小御門） - 大字小御門・大字山本の鎮守
- 熊野神社 （大字中山）

### 寺院
- 真宗大谷派花木山照光寺 （大字内池）
- 真宗大谷派閑松山明性寺 （大字増田）
- 真宗大谷派空善寺 （大字十禅師）
- 真宗大谷派西円寺 （大字十禅師）
- 浄土宗摂取院 （大字内池） - 蒲生高郷墓所
- 浄土宗宗福寺 （大字小谷）
- 浄土宗誓善寺 （大字増田）
- 浄土宗浄教寺 （大字小御門）
- 浄土宗金剛寺 （大字小御門）
- 浄土宗隆讃寺 （大字中山）
- 浄土宗光明院 （大字中山）
- 浄土宗光明院 （大字中山） - 重要文化財「木造阿弥陀如来坐像」（室町時代、1911年8月9日指定）
- 臨済宗永源寺派大林寺 （大字小御門）
- 浄土真宗本願寺派西法寺 （大字小谷）
- 浄土真宗本願寺派光浄寺 （大字豊田）
- 浄土真宗本願寺派圓融寺 （大字猫田）
- 天台宗西向山圓林寺 （大字小谷）
- 天台宗金光山金剛定寺 （大字中山） - 重要文化財「木造聖観音立像」「木造不動明王及ニ童子立像」（平安時代、1911年8月9日指定）
- 黄檗宗福寿山潮音寺 （大字石原）
- 黄檗宗禅林寺 （大字猫田）

### 城址
- 小谷城跡 （大字小谷）
- 小御門城跡 （大字小御門）
- 十禅師館跡 （大字十禅師）

### 遺跡
村域内の遺跡のリストである。
- 内池遺跡（大字内池） - 竪穴建物・墓跡・集落跡、縄文時代 - 鎌倉時代、方形周溝墓・縄文土器・弥生土器・石鏃
- 野辺遺跡（のべ、大字三十坪） - 集落跡、縄文時代 - 中世
- 山之添遺跡（やまのそわ、大字三十坪） - 散布地、中世
- 下森遺跡（したもり、大字三十坪） - 集落跡、古墳時代 - 中世
- 番場遺跡（ばんば、大字三十坪） - 集落跡、古墳時代
- 堂立遺跡（どうだち、大字内池） - 館跡、中世
- 播沢遺跡（はりさわ、大字内池） - 集落跡、古墳時代 - 室町時代
- 猫田遺跡（大字猫田） - 集落跡、古墳時代 - 平安時代、須恵器
- 下司坊遺跡（げしぼう、大字十禅師） - 十禅師館跡、中世
- 十禅師遺跡（大字十禅師） - 竪穴建物跡・集落跡、古墳時代 - 鎌倉時代
- 上代遺跡（かみたい、大字山本） - 集落跡、奈良時代 - 中世
- 堀切遺跡（大字山本） - 窯跡
- 焼山遺跡（やけやま、大字山本） - 集落跡、縄文時代 - 平安時代、石匙
- 月ヶ岡遺跡（大字山本字月ケ岡） - 須恵器窯跡・散布地、奈良時代
- 小御門城跡（大字小御門） - 城跡、鎌倉時代・室町時代、土塁・堀
- 小御門中世墳墓群（大字小御門） - 墓跡、鎌倉時代、積石墓・蔵骨器
- 小御門古墳群（大字小御門） - 古墳、古墳時代・鎌倉時代、円墳数基・木棺直葬・火化施設
- 口山東遺跡（くちやまひがし、大字小御門） - 館跡、中世、土塁
- 口山遺跡（大字小御門） - 館跡、中世、土塁
- 口山西遺跡（大字小谷） - 散布地
- 野瀬遺跡（大字小谷） - 集落跡、奈良時代 - 中世
- 小谷城跡（大字小谷） - 城跡、中世、伝承地
- 小谷古墳（大字小谷） - 古墳、古墳時代、円墳・須恵器・直刀（消滅）
- 野神平遺跡（のがみひら、大字小谷） - 館跡、中世、土塁・井戸
- 山大遺跡（やまだい、大字石原） - 散布地、中世
- 宮ノ前遺跡（大字石原） - 集落跡、弥生時代 - 室町時代、和同開珎100枚
- 中ノ平遺跡（大字石原） - 館跡、中世、伝承地
- 山畑遺跡（やまはた、大字石原） - 散布地
- 里裏遺跡（さとのうら、大字増田） - 散布地、平安時代 - 中世
- 田寺遺跡（たでら、大字増田） - 集落跡、古墳時代 - 中世、竪穴建物
- 梶田窯跡（大字中山） - 窯跡、平安時代
- 内街道遺跡（うちかいどう、大字中山） - 墓跡、鎌倉時代
- 中山北遺跡（大字中山） - 古銭出土地、室町時代
- 金折山窯跡（かねおれやま、大字中山） - 窯跡、奈良時代・平安時代、灰原1・須恵器・瓦
- 県史跡作谷窯跡（大字中山字作谷） - 窯跡、奈良時代・平安時代、平窯1基・緑釉陶器
- 金光院遺跡（きんこういん、大字中山） - 寺院跡、鎌倉時代、金剛定寺の一院
- 金剛定寺遺跡（こんごうじょうじ、大字中山） - 寺院跡
- 徳谷窯跡（とくだに、大字中山） - 窯跡、奈良時代、灰原・須恵器

## 出身人物
当村、および有史以降日野町に合併する以前の地域の出身人物の一覧である。
- 杉原養軒（大字山本） - 「伽いらず正産湯」を開発
- 鈴木忠右衛門（内池村、のちの大字内池） - 初代は山星（のちの山星金星、2002年倒産）創業者、近江商人の名跡
- 岡崎伝左衛門（内池村、のちの大字内池） - 近江商人の名跡
- 大澤兵四郎（内池村、のちの大字内池） - 日野銀行（合併を経て現在のみずほ銀行）専務取締役、日野運輸取締役、山中兵右衛門を支援